# Фурман Ілля Олександрович
Ілля́ Олекса́ндрович Фу́рман (нар. 29 травня 1941 - пом. 24 жовтня 2022)  — доктор технічних наук, професор, академік Академії наук вищої освіти України, відмінник освіти України, член науково-дослідної ради Американського біографічного інституту, професор кафедри автоматизації та комп'ютерно-інтегрованих технологій Державного біотехнологічного університету.

## Біографія
Ілля Олександрович народився 29 травня 1941 року у селищі Колодня Смоленського району Смоленської області.
Після закінчення у 1958 році середньої школи почав трудову діяльність електриком в об'єднанні «Турбоатом»; займався на вечірньому відділенні факультету автоматики та приладобудування Харківського політехнічного інституту.
Протягом 1961—1964 років служив у Радянській Армії; деякий час працював на кафедрі автоматики і телемеханіки Харківського політехнічного інституту.
Протягом 1965—1970 років працював у проектному інституті «Південдіпрошахт» на посадах техніка, старшого техніка, старщого інженера відділу комплексної автоматизації.
У 1968 році закінчив вечірнє відділення Харківського політехнічного інституту, отримавши кваліфікацію інженера-електрика за спеціальністю «Автоматика та телемеханіка».
Протягом 1970—1991 років Ілля Олександрович працював у Всесоюзному науково-дослідному та проектно-конструкторському інституті ВНДІТЕЛЕКТРОМАШ (м. Харків) на посадах інженера-конструктора ІІ категорії, провідного інженера, провідного конструктора, завідувача лабораторії, завідувача сектором, завідувача відділом, головного конструктора інституту; займався науковими дослідженнями та розробкою систем програмного керування роботизованими технологічними комплексами.
У 1976 році захистив кандидатську дисертацію «Элементы анализа и синтеза системы внутрисменного регулирования дискретных производственных процессов».
У 1989 році захистив докторську дисертацію «Научно-технические основы создания и промышленного применения параллельных логических контроллеров на программируемых БИС с матричной структурой».
З 1991 року Ілля Олександрович стає професором кафедри кібернетики Харківського інституту механізації і електрифікації сільського господарства.
У 1992 році Іллі Фурману присвоєно вчене звання професора за спеціальністю «Елементи та пристрої обчислювальної техніки та систем керування».
З 2000 по 2016 роки Ілля Олександрович завідувач кафедри автоматизації та комп'ютерно-інтегрованих технологій Харківського державного технічного університету сільського господарства.
У 2000 році Ілля Фурман обраний членом науково-дослідної ради Американського біографічного інституту (АВІ).
У 2001 році був обраний академіком Академії наук вищої освіти України.
З 2021 року Ілля Олександрович працює професором кафедри автоматизації та комп'ютерно-інтегрованих технологій Державного біотехнологічного університету.

## Праці
Ілля Олександрович має понад 200 научних праць, у тому числі: 8 монографій, 11 підручників та 5 навчальних посібників для ВНЗ з грифом Міносвіти, 15 авторських свідоцтв СРСР та 20 патентів України на винаходи.

## Відзнаки та нагороди
- Почесна грамота Міністерства освіти і науки України (2004);
- Переможець обласного конкурсу «Вища освіта Харківщини — кращі імена» (2005);
- Знак «Відмінник освіти України» (2005);
- Постановою Президії Академії наук вищої освіти України присуджено нагороду Ярослава Мудрого (2006);
- Диплом Академії наук вищої освіти України за кращий підручник (2005, 2006, 2007);
- Переможець конкурсу «Кращий науково-педагогічний працівник ХНТУСГ 2012—2013 навчального року» (2013);
- Грамота Харківської обласної державної адміністрації за значний внесок у розвиток університету та у зв'язку з 85-річчям ХНТУСГ (2015).